# Begraafplaats van Jeancourt
De begraafplaats van Jeancourt is een gemeentelijke begraafplaats zo'n 300 meter ten westen van de Église Saint-Martin in het dorpscentrum van Jeancourt in het Franse departement Aisne. 

## Extensie
Aansluitend aan de gemeentelijke begraafplaats is een extensie voor Britse gesneuvelden uit de Eerste Wereldoorlog. De begraafplaats werd ontworpen door Herbert Baker en het terrein heeft een onregelmatige vorm en wordt aan drie zijden begrensd door een natuurstenen muur en aan de gemeenschappelijke zijde met de gemeentelijke begraafplaats door een haag. Het Cross of Sacrifice staat centraal dicht bij de noordelijke muur. Bij de oostelijke muur staat vooraan de Stone of Remembrance en achteraan een vierkantig schuilgebouw met een zitbank. De toegang bestaat uit een tweedelig metalen traliehek.
De begraafplaats wordt onderhouden door de Commonwealth War Graves Commission, die de begraafplaats ingeschreven heeft als de Jeancourt Communal Cemetery Extension.

### Geschiedenis
In Jeancourt was een Duits hospitaalcentrum gevestigd waarvan de overleden gewonden reeds in 1916 werden begraven op de uitbreiding van de gemeentelijke begraafplaats. Afhankelijk van de militaire situatie op het slagveld werd de begraafplaats afwisselend gebruikt door Britse en Duitse troepen. De bijzettingen van Britse gesneuvelden begon in april 1917 door de 59th (North Midland) Division en andere gevechtseenheden en gingen door tot februari 1918. Ze werden hervat in september 1918. Nadat de perken I en II waren voltooid werden na de wapenstilstand nog 369 doden vanuit de omliggende slagvelden op de begraafplaats bijgezet in de perken III tot VI.

### Graven
Er liggen 660 slachtoffers, waaronder 205 niet geïdentificeerde, gesneuvelden begraven.
Onder de 455 geïdentificeerde slachtoffers zijn er 182 Britten, 99 Australiërs en 6 Canadezen. Er liggen ook 168 Duitsers. Voor twee slachtoffers werden Special Memorials opgericht omdat hun graven niet meer gelokaliseerd konden worden en men neemt aan dat ze onder naamloze grafzerken liggen.

#### Onderscheiden militairen
- luitenant Norman James McGuire (Australian Infantry, A.I.F.) werd onderscheiden met het Military Cross en de Military Medal (MC, MM).
- de luitenants Leslie Norman Ward en William Clarence McGregor (beide dienend bij de Australian Infantry, A.I.F.) en regiment sergeant-majoor John Hodson (Northumberland Fusiliers) werden onderscheiden met het Military Cross (MC).
- F. Middleton, compagnie sergeant-majoor bij het North Staffordshire Regiment werd onderscheiden met de Distinguished Conduct Medal en de Military Medal (DCM, MM).
- nog 14 militairen werden onderscheiden met de Military Medal (MM) waaronder sergeant Joseph Holt (Australian Infantry, A.I.F.) tweemaal (MM and Bar).

#### Minderjarige militair
- soldaat Victor William Leach (Australian Infantry, A.I.F.) was 17 jaar toen hij op 18 september 1918 sneuvelde.

#### Alias
- luitenant William Clarence McGregor diende onder het alias William Clarence Murray bij de Australian Infantry, A.I.F..